# Caliptura
El caliptura (Calyptura cristata) és un ocell de la família dels tirànids (Tyrannidae) i única espècie del gènere Calyptura.

## Descripció
- Petit ocell amb uns 8 cm de llargària.
- De vistós color groc-oliva per sobre i groc al pit i abdomen. Cua molt curta i ales fosques amb dues barres blanques. Capell amb llargues plomes vermelles envoltades de negre, sovint aixecats en forma de cresta.

## Taxonomia
Fins fa poc era una espècie de classificació dubtosa (Incertae sedis). Es considera avui que ocupa una posició basal entre els tirànids, arran els treballs d'Ohlson et al. el 2012.